# كهيندي وايلي
كهيندي وايلي (بالإنجليزية: Kehinde Wiley) (28 فبراير عام 1977)، رسام بورتريه أمريكي مقيم في مدينة نيويورك، وهو مشهور بلوحاته الطبيعية للغاية لأشخاص من السود. كُلف وايلي عام 2017 برسم صورة للرئيس السابق باراك أوباما لمعرض سميثسونيان الوطني للبورتريه الذي يحتوي على صور جميع رؤساء الولايات المتحدة. يصف متحف كولومبوس للفنون الذي استضاف معرضًا له في عام 2007، أعماله على النحو التالي: «لقد حظي وايلي بالاستحسان مؤخرًا بسبب البورتريهات البطولية التي تناولت صورة الشباب الأمريكيين من أصل أفريقي ووضعهم في الثقافة المعاصرة».
كُشف النقاب عن البورتريه الذي رسمه وايلي للرئيس أوباما في 12 فبراير من عام 2018، في الوقت نفسه الذي كُشف عن بورتريه للسيدة الأولى السابقة ميشيل أوباما للفنانة آيمي شيرالد، وبالتالي يكون وايلي وآيمي أول فنانين من ذوي البشرة السوداء يرسمون بورتريه رسمية للرئيس أو السيدة الأولى في معرض البورتريه الوطني.
انتقد بعض المراقبين اختيار وايلي لرسم اللوحة لأنه كان قد رسم في وقت سابق لوحتين مختلفتين لجوديث بيدزينغ هولوفيرنز، مصورًا فيهما النساء الأمريكيات من أصل أفريقي وهن يحملن رؤوسًا مقطوعة لنساء بيض. قال وايلي إن هذه «مسرحية متعلقة (بقتل البيض)».

## النشأة وتعليمه
ولد وايلي في لوس أنجلوس، كاليفورنيا لوالده يوروبا من نيجيريا ووالدته التي كانت من أصول أفريقية، ولوايلي أخ توأم. دعمت والدته اهتمامه بالفن عندما كان طفلًا وألحقته بصفوف الفن بعد المدرسة. أمضى في سن الحادية عشرة وقتًا قصيرًا في مدرسة للفنون في روسيا، وتابع دروسًا أخرى في الولايات المتحدة.
ربت الوالدة التوأم بعد عودة والدهما إلى نيجيريا. سافر وايلي إلى نيجيريا في سن العشرين لمقابلة والده واكتشاف جذور عائلته هناك. حصل وايلي على درجة البكالوريوس في الفنون الجميلة من معهد سان فرانسيسكو للفنون في عام 1999 ودرجة الماجستير في الفنون الجميلة من جامعة ييل، كلية الفنون في عام 2001. أصبح وايلي فنانًا مقيمًا في متحف الاستوديو في هارلم.

## المهنة
غالبًا ما يستعين وايلي بلوحات المعلمين القدماء من أجل وضعية الشخصية، وطمست لوحات وايلي في غالب الأحيان الحدود بين الأنماط التقليدية والمعاصرة للتمثيل. قدم وايلي شخصياته في نمط واقعي -أثناء الإشارة إلى لوحات رئيسية قديمة محددة- وابتكر مزيجًا من أنماط الفترة وتأثيراتها، بدءًا من الروكوكو الفرنسي والعمارة الإسلامية وتصميم المنسوجات في غرب إفريقيا إلى الهيب هوب الحضري و«لون زبد البحر الأخضر» من عينة ألوان الديكورات الداخلية الخاصة بمارثا ستيوارت. يصور وايلي شخصياته بشكل طولي أكبر قليلًا من الحجم الواقعي وبطريقة بطولية، ويمنحها وضعيات تدل على القوة واليقظة الروحية. يظهر تصوير وايلي للذكورة من خلال هذه الوضعيات التي تتصف بالقوة والروحانية. تعتمد لوحة وايلي بعنوان نابليون يقود الجيش فوق جبال الألب (2005)، على لوحة جاك لوي دافيد بعنوان عبور نابليون لجبال الألب (1800)، والتي يُنظر إليها على أنها «تحفة فنية». أعاد وايلي تصوير اللوحة مستخدمًا فارسًا أفريقيًا يرتدي ملابس الجيش الحديثة ومنديل للرأس. يستقصي وايلي في «إدراك السواد ويخلق أوليمبوس هجين معاصر يستثمر من خلال التقاليد بمصداقية جديدة في الشارع».
تستند بورتريهات وايلي إلى صور لشبان يراهم في الشارع. رسم وايلي رجالًا من شارع 125 في هارلم، وكذلك من حي جنوب وسط لوس أنجلوس حيث ولد. طلب وايلي من عارضيه ارتداء ملابس الشارع واتخاذ وضعيات مأخوذة من لوحات أساتذة عصر النهضة، مثل تيزيانو فيسيليو وجيوفاني باتيستا تيبولو. يصف وايلي أسلوبه بأنه «استجواب لمفهوم الرسام المعلم، وهو نقدي ومتواطئ في آن واحد». تستشهد لوحاته التاريخية «بمصادر تاريخية وتضع الشبان السود في مجال السلطة هذا». تمزج لوحاته التاريخ والأسلوب بطريقة فريدة ومعاصرة. وُصف فنه بأنه يتمتع بصفات الشبقية المثلية. استخدم وايلي فكرة الحيوانات المنوية كرمز للرجولة والجنس.

## روابط خارجية
- كهيندي وايلي على موقع IMDb (الإنجليزية)
- كهيندي وايلي على موقع الموسوعة البريطانية (الإنجليزية)
- كهيندي وايلي على موقع ديسكوغز (الإنجليزية)
- كهيندي وايلي على موقع قاعدة بيانات الفيلم (الإنجليزية)